# سلطان الغشيان
سلطان الغشيان ولد في 11 سبتمبر 1985 إعلامي سعودي ومقدم برنامج الدوري مع وليد على قناة اس بي سي.

## مسيرته الإعلامية
دخل المجال الإعلامي عن طريق الإذاعة في بداية 2011 كمقدم لبرامج اجتماعية وترفيهية، وأستقر أخيراً في البرامج الرياضية.
وأصبح مسؤولا عن القسم الرياضي في الإذاعة عام 2012.

## أكشن يادوري
انضم لطاقم برنامج أكشن يادوري في موسم 2014/2015 كمعد ومقدم للبرنامج.